# Vladimir Konstantinov (hockeista su ghiaccio)
Vladimir Nikolaevič Konstantinov (in russo Владимир Николаевич Константинов?; trasl. angl. Vladimir Nikolaevich Konstantinov; Murmansk, 19 marzo 1967) è un ex hockeista su ghiaccio russo naturalizzato statunitense, fino al 1991 sovietico, che ha giocato come difensore nella National Hockey League con i Detroit Red Wings. In precedenza nel campionato sovietico aveva giocato per il CSKA Mosca.

## Carriera
Durante gli anni 1980 Konstantinov vinse cinque campionati sovietici con la maglia del CSKA Mosca e tre campionati mondiali con l'Unione Sovietica. Dopo essere stato notato da alcuni scout nel 
mondiale U-20 del 1987 fu scelto al Draft 1989 all'undicesimo giro dai Detroit Red Wings.
Una volta dissoltasi l'URSS Konstantinov poté trasferirsi nella National Hockey League per giocare con i Red Wings. Al termine della prima stagione fu inserito nell'NHL All-Rookie Team, mentre nel corso della stagione 1995-1996 vinse il trofeo NHL Plus/Minus Award grazie a un plus/minus di +60 ed entro nel 
Second All-Star Team.
Konstantinov fece parte dei cosiddetti "The Russian Five", gruppo di giocatori che oltre a lui comprendeva il difensore Vjačeslav Fetisov e gli attaccanti Igor' Larionov, Sergej Fëdorov e Vjačeslav Kozlov. Con Detroit vinse la Stanley Cup nella stagione 1996-1997. Al termine della stagione NHL, il 13 giugno 1997, Konstantinov a bordo di una limousine fu vittima di un grave incidente stradale ed entrò in coma. Egli riportò gravi danni cerebrali che lo costrinsero alla sedia a rotelle, concludendo così la carriera agonistica.

## Dopo l'incidente
Al termine della stagione successiva Detroit si riconfermò campione della Stanley Cup e Konstantinov fu portato sul ghiaccio a festeggiare insieme ai compagni di squadra. Il commissioner Gary Bettman con una dispensa speciale permise ai Red Wings di includere Konstantinov fra i giocatori incisi sul trofeo della Stanley Cup.
 La sua maglia numero 16 non fu ritirata ufficialmente, tuttavia nessun giocatore dopo il suo ritiro scelse di indossarla.
Negli anni successivi le sue condizioni migliorarono progressivamente, tornando a camminare autonomamente grazie a un deambulatore e recandosi spesso alla Joe Louis Arena per vedere le partite di Detroit. Nel 2005 Konstantinov, stabilitosi ormai a Detroit con la famiglia, assunse la cittadinanza statunitense. Nel 2013 prese inoltre parte agli eventi legati al Winter Classic 2014 insieme agli ex-membri dei "Russian Five".

## Palmarès

### Club
- Campionato sovietico: 5

CSKA Mosca: 1984-1985, 1985-1986, 1986-1987, 1987-1988, 1988-1989
- Stanley Cup: 1

Detroit: 1996-1997

### Nazionale
- Campionato mondiale di hockey su ghiaccio: 3

URSS 1986, Svezia 1989, Svizzera 1990
- Campionato mondiale di hockey su ghiaccio Under-20: 1

Canada 1986

### Individuale
- NHL Plus/Minus Award: 1

1995-1996
- NHL All-Rookie Team: 1

1991-1992
- NHL Second All-Star Team: 1

1995-1996